# Liste der türkischen Botschafter in Afghanistan
Der türkische Botschafter residiert in der Shah Mahmoud Ghazi Khan Street No. 134 in Kabul
| Ernannt / Akkreditiert | Name                   | Bemerkungen           | ernannt während der Regierung von | akkreditiert während der Regierung | Posten verlassen |
| ---------------------- | ---------------------- | --------------------- | --------------------------------- | ---------------------------------- | ---------------- |
| 1920                   | Abdurrahman Bey        | Abdur Rehman Peshawri | Mustafa Kemal Pascha              | Amanullah Khan                     |                  |
| 22. Juni 1922          | Ömer Fahrettin Türkkan |                       | Fevzi Çakmak                      | Amanullah Khan                     | 12. Mai 1926     |
| 1926                   | Nebil Bati             |                       | Ali Fethi Bey                     | Amanullah Khan                     |                  |
| 30. Juni 1928          | Yusuf Hikmet Bayur     |                       | Ali Fethi Bey                     | Amanullah Khan                     | 1. Aug. 1931     |
| 19. Nov. 1933          | Memduh Şevket Esendal  |                       | Ali Fethi Bey                     | Mohammed Sahir Schah               | 31. Okt. 1941    |
| 21. Mai 1942           | Kemal Köprülü          |                       | Ahmet Fikri Tüzer                 | Mohammed Sahir Schah               | 14. Dez. 1949    |
| 1945                   | Ahmed Cavad Ustun      |                       | Ahmet Fikri Tüzer                 | Mohammed Sahir Schah               |                  |
| 28. März 1951          | Cemal Yeşil            |                       | Adnan Menderes                    | Mohammed Sahir Schah               | 26. Jan. 1956    |
| 27. Feb. 1956          | Zekai Okan             |                       | Adnan Menderes                    | Mohammed Sahir Schah               | 19. Feb. 1959    |
| 31. März 1960          | Talat Benler           |                       | Cemal Gürsel                      | Mohammed Sahir Schah               | 4. Aug. 1964     |
| 7. Nov. 1964           | Cemil Vafi             |                       | Ismet Inönü                       | Mohammed Sahir Schah               | 19. Dez. 1966    |
| 29. Dez. 1966          | Bamit Batu             |                       | Suad Hayri Ürgüplü                | Mohammed Sahir Schah               | 18. Jan. 1971    |
| 28. Nov. 1971          | Ömer Faruk Şahinbaş    |                       | Nihat Erim                        | Mohammed Sahir Schah               | 2. Apr. 1976     |
| 1976                   | İlhan Bakay            |                       | Süleyman Demirel                  | Mohammed Daoud Khan                |                  |
| 31. Juli 1978          | İlhan Bakay            |                       | Bülent Ecevit                     | Nur Muhammad Taraki                | 29. Juli 1981    |
| 1. Dez. 1981           | Altan Güven            |                       | Bülent Ulusu                      | Sultan Ali Keschtmand              | 16. Aug. 1985    |
| 1. Jan. 1985           | Salih Zeki Karaca      |                       | Turgut Özal                       | Sultan Ali Keschtmand              | 1. Jan. 1990     |
| 30. Okt. 1993          | Aykut Çetirge          |                       | Tansu Çiller                      | Gulbuddin Hekmatyār                | 1. Mai 1995      |
| 7. Dez. 1995           | Bilge Cankorel         |                       | Tansu Çiller                      | Ahmad Schah Ahmadzai               | 27. Nov. 1997    |
| 12. März 2002          | Ahmet Müfit Özdeş      |                       | Bülent Ecevit                     | Hamid Karzai                       | 28. Jan. 2004    |
| 28. Jan. 2004          | Bülent Tulun           |                       | Abdullah Gül                      | Hamid Karzai                       | 17. Dez. 2005    |
| 25. Dez. 2005          | İsmail Ethem Tokdemir  |                       | Abdullah Gül                      | Hamid Karzai                       | 19. Sep. 2009    |
| 18. Mai 2011           | Basat Öztürk           |                       | Abdullah Gül                      | Hamid Karzai                       |                  |